# 宝塚歌劇団51期生
宝塚歌劇団51期生（たからづかかげきだん51きせい）とは、1963年（昭和38年）に宝塚音楽学校に入学し、1965年（昭和40年）に卒業。同年、宝塚歌劇団に入団し、『われら花を愛す』『エスカイヤ・ガールス』で初舞台を踏んだ54人を指す。

## 概要
この期には女優の安奈淳（元星組・花組トップスター）、川村真樹、衣通真由美（在団時は衣通月子）、元雪組トップ娘役の高宮沙千が入団した。

## 一覧
| 芸名               | 読み仮名          | 誕生日   | 出身地             | 出身校                   | 芸名の由来                     | 愛称                             | 役柄 | 退団年 | 備考                                                   |
| ------------------ | ----------------- | -------- | ------------------ | ------------------------ | ------------------------------ | -------------------------------- | ---- | ------ | ------------------------------------------------------ |
| 秋吉里美           | あきよし さとみ   | 8月16日  | 兵庫県神戸市       | 神戸山手学園             |                                | タケ                             |      | 1974年 | 改名後・竹美春（たけ みはる）                          |
| 曙真紀             | あけぼの まき     | 2月3日   | 東京都             | 函巌白百合学園           | 内海重典が選定                 | ノコちゃん ギュウちゃん          |      | 1974年 |                                                        |
| 天路みつる         | あまじ みつる     | 4月23日  | 東京都             | 順心学園                 | 家族で考案                     | アマちゃん アマオ                |      | 1968年 | 娘は貴瀬ゆう                                           |
| 安奈淳             | あんな じゅん     | 7月29日  | 大阪府池田市       | 梅花学園                 | 家族で考案                     | ミキちゃん オトミ                | 男役 | 1978年 | 俳優・歌手                                             |
| 泉桜子             | いずみ さくらこ   | 2月8日   | 愛知県名古屋市     | 菊里高等学校             | 両親が考案                     | トンコ                           |      | 1966年 |                                                        |
| 沖津まさき         | おきつ まさき     | 11月11日 | 兵庫県             | 伊丹市立北中学校         |                                | アカちゃん                       |      | 1972年 | 改名後・沖津奈美（おきつ なみ）                        |
| 篝美樹             | かがり みき       | 3月20日  | 兵庫県神戸市       | 松蔭女子学院             | 両親が命名                     | リョウコさん                     |      | 1970年 |                                                        |
| 賀月三世           | かつき みつよ     | 1月7日   | 大阪府             | 泉大津高等学校           | 父が考案                       | カコちゃん                       |      | 1972年 |                                                        |
| 叶八千矛           | かのう やちほ     | 8月8日   | 大阪府             | 武庫川学院               | 尊師が考案                     | コズエちゃん                     | 男役 | 1976年 | シャンソン歌手・前田こずえ                             |
| 神城優里           | かみしろ ゆり     | 11月22日 | 京都府京都市       | 京都市立深草中学校       | 本名                           | おみや                           |      | 1972年 |                                                        |
| 茅真琴             | かや まこと       | 4月3日   | 兵庫県宝塚市       | 山手女子学園             | 尊敬する上級生が命名           | エミちゃん                       |      | 1970年 |                                                        |
| 雁わたる           | かり わたる       | 12月7日  | 埼玉県             | 与野東中学校             | 母が考案                       | リッコ                           |      | 1970年 |                                                        |
| 川村真樹           | かわむら まき     | 1月1日   | 神奈川県           | 九段女子高等学校         | 益田宝塚歌劇団 専務理事が選定  | サトちゃん サトコ                |      | 1967年 |                                                        |
| 紅瑤子             | くれない ようこ   |          |                    |                          |                                |                                  |      | 1965年 |                                                        |
| 東風かをる         | こち かをる       | 3月4日   | 兵庫県宝塚市       | 宝塚中学校               | 生まれた 季節に因み 歌から取る | ハマちゃん                       |      | 1968年 |                                                        |
| 古都みのる         | こと みのる       | 6月4日   | 大阪府大阪市       | 梅花学園                 | 知人が命名                     | ボンちゃん オミツ                |      | 1966年 |                                                        |
| 駒草ゆり           | こまくさ ゆり     | 10月21日 | 大阪府大阪市       | 池田高等学校             | 家族で考案                     | モツ モッちゃん                  |      | 1967年 | 母は深山華子                                           |
| 砂夜なつみ         | さよ なつみ       | 3月16日  | 東京都             | 東京学芸大学附属高等学校 | 尊敬する人が命名               | アベちゃん ナッちゃん アベチョコ |      | 1972年 |                                                        |
| 朱麗華             | しゅ れいか       | 7月15日  | 兵庫県             | 武庫川学院               | 尊師が命名                     | あけみちゃん                     |      | 1970年 | 娘は麻田こう                                           |
| 恂まりか           | じゅん まりか     | 1月5日   | 大阪府             | 甲子園学院               |                                | テルミ                           |      | 1970年 |                                                        |
| 朱雀美保           | すざく みほ       | 2月22日  | 三重県             | 名古屋市立前津中学校     | 姉の芸名                       | ミホ ボーヤ                      |      | 1970年 | 姉は朱雀ひろみ                                         |
| 住乃江夢路         | すみのえ ゆめじ   | 10月22日 | 神奈川県           | 東京女子高等学校         | 百人一首                       | チョロ                           |      | 1967年 |                                                        |
| 清少郁音           | せいしょう いくね | 8月9日   | 兵庫県             | 武庫川学院               | 百人一首                       | エミリー                         |      | 1967年 |                                                        |
| 衣通月子           | そとおり つきこ   | 11月4日  | 大阪府泉大津市     | 大阪市立南中学校         | 衣通姫の名前                   | マムロちゃん                     |      | 1977年 | 俳優・衣通真由美 日本舞踊・花柳禄姫                    |
| 高宮沙千           | たかみや さち     | 8月24日  | 大阪府大阪市       | 城星学園                 | 尊師が命名                     | ピーコ                           | 娘役 | 1979年 | 姉は十和三千代・美保川千里 娘は高宮千夏・高宮里菜      |
| 滝瀬しぶき         | たきせ しぶき     | 2月2日   | 東京都             | 桐朋女子学園             | 家族で考案                     | ヨスケ ヨー子ちゃん              |      | 1969年 |                                                        |
| 玉城明美           | たましろ あけみ   | 1月2日   | 新潟県             | 同志社女子高等学校       |                                | インディ                         |      | 1972年 | 改名後・玉城あけみ（たましろ あけみ）                  |
| 千雅照子           | ちが てるこ       | 2月26日  | 兵庫県神戸市兵庫区 | 松蔭女子学院             |                                | チガちゃん テルコちゃん          |      | 2007年 | 改名後・千雅てる子（ちが てるこ） 定年退団             |
| 千曲波             | ちくま なみ       | 9月11日  | 大阪府             | 渋谷高等学校             | 藤村詩集                       | ピカちゃん                       |      | 1968年 |                                                        |
| 千滝のぼる         | ちたき のぼる     | 3月8日   | 東京都             | 日本女子大学附属高等学校 | 滝を好む                       | りめちゃん ジョウ                |      | 1968年 |                                                        |
| 千代浦輝           | ちようら ひかる   | 2月8日   | 大阪府             | 東大谷高等学校           | 家族で考案                     | ターコ                           |      | 1970年 |                                                        |
| 月珠里             | つき じゅり       | 12月25日 | 兵庫県神戸市       | 武庫川学院               | 本名の一字を取る               | タマミ                           |      | 1971年 |                                                        |
| 友鶴千花子         | ともづる ちかこ   | 10月11日 | 東京都             | 神田女学園               | 家族で考案                     | ヒロ                             |      | 1966年 |                                                        |
| 涛千里             | なみ ちさと       | 7月7日   | 兵庫県神戸市       | 松蔭女子学院             | 家族で考案                     | コボーズ                         |      | 1969年 |                                                        |
| 並路ゆか           | なみじ ゆか       | 1月16日  | 千葉県             | 桜蔭高等学校             | 恩師が命名                     | ケコちゃん                       |      | 1968年 |                                                        |
| 野間麗子           | のま れいこ       | 11月22日 | 神奈川県           | 神戸湊川高等学校         | 「マノン・レスコー」           | ターコ                           |      | 1966年 | 姉は峯ゆかり                                           |
| 華かおり           | はな かおり       | 1月3日   | 兵庫県神戸市       | 松蔭女子学院             | 家族で考案                     | デン                             |      | 1967年 | 息子は河田直也                                         |
| 英美娜             | はなぶさ みな     | 10月11日 | 大阪府             | 梅花学園                 | 父が命名                       | レンちゃん オンヘキ              |      | 1968年 |                                                        |
| 浜路ゆう子         | はまじ ゆうこ     | 10月7日  | 兵庫県神戸市       | 上野中学校               |                                | じんちゃん                       |      | 1968年 |                                                        |
| 久松加代           | ひさまつ かよ     | 12月1日  | 広島県             | 福山誠之館高等学校       | 出身地                         | ヤッコ                           |      | 1968年 |                                                        |
| 藤むらさき         | ふじ むらさき     | 7月2日   | 兵庫県             | 芦屋女子学園             | 本名                           | オフジ                           |      | 1968年 |                                                        |
| 二葉真理           | ふたば まり       | 8月19日  | 兵庫県神戸市       | 松蔭女子学院             | 知人が命名                     | チャコ                           |      | 1967年 |                                                        |
| 真木一子           | まき かずこ       | 6月6日   | 北海道             | 東宝芸能学校             | 家族で考案                     | マーコ マサコ                    |      | 1970年 |                                                        |
| 牧里いづみ         | まきさと いづみ   | 10月15日 | 東京都             | 成美学園                 |                                | タケちゃん                       |      | 1969年 | 娘は宝生ルミ                                           |
| マリア・バティスタ | まりあ ばてぃすた | 12月6日  | 兵庫県宝塚市       | 宝塚市立長尾中学校       | 本名                           | ギューティー                     |      | 1970年 | 母は千里ゆり 姪は雪菜つぐみ バレエ教室・泉バレエ団主宰 |
| 馬里邑みさ         | まりむら みさ     | 11月7日  | 東京都             | 東宝芸能学校             |                                | ミーコちゃん                     |      | 1971年 |                                                        |
| 水木亜砂           | みずき あさ       | 6月13日  | 東京都             | 戸橋学園                 |                                | ヨネポン ロコ                    |      | 1967年 | 改名後・水木亜沙（みずき あさ）                        |
| 碧美沙             | みどり みさ       | 4月11日  | 大阪府豊中市       | 豊中第五中学校           | 澄んだ空と 海の色              | トシちゃん                       |      | 1977年 | コープこうべ講師                                       |
| 南風はるみ         | みなかぜ はるみ   | 12月12日 | 東京都             | 東洋音楽大学附属高等学校 | 南風洋子が命名                 | ハルミちゃん                     |      | 1965年 |                                                        |
| 山里まさり         | やまざと まさり   | 5月30日  | 兵庫県             | 神戸女学院               | 百人一首                       | アッコ アッちゃん                |      | 1969年 | 妹は夏照子                                             |
| 夕鶴まなみ         | ゆうづる まなみ   | 8月29日  | 神奈川県           | 湘南白百合学園           | 尊師が命名                     | ペコちゃん                       |      | 1968年 |                                                        |
| 蘭まゆみ           | らん まゆみ       | 11月16日 | 兵庫県             | 相愛学園                 | 家族で考案                     | ツゥー                           |      | 1968年 |                                                        |
| 和歌たず子         | わか たずこ       | 11月14日 | 和歌山県           | 池田中学校               | 出身地に因む                   | タズコ ターコ                    |      | 1966年 |                                                        |
| 若樹みちる         | わかぎ みちる     | 1月15日  | 東京都             | 東京女子学園             | 白井鐵造が命名                 | アタミちゃん アタ子              |      | 1970年 |                                                        |